# Caryocolum fischerella
Caryocolum fischerella là một loài bướm đêm thuộc họ Gelechiidae. Nó được tìm thấy ở miền trung và Bắc Âu.
Sải cánh dài 11–13 mm. The moths are on wing từ tháng 6 đến tháng 7 tùy theo địa điểm.
Ấu trùng ăn Saponaria officinalis.

## Hình ảnh

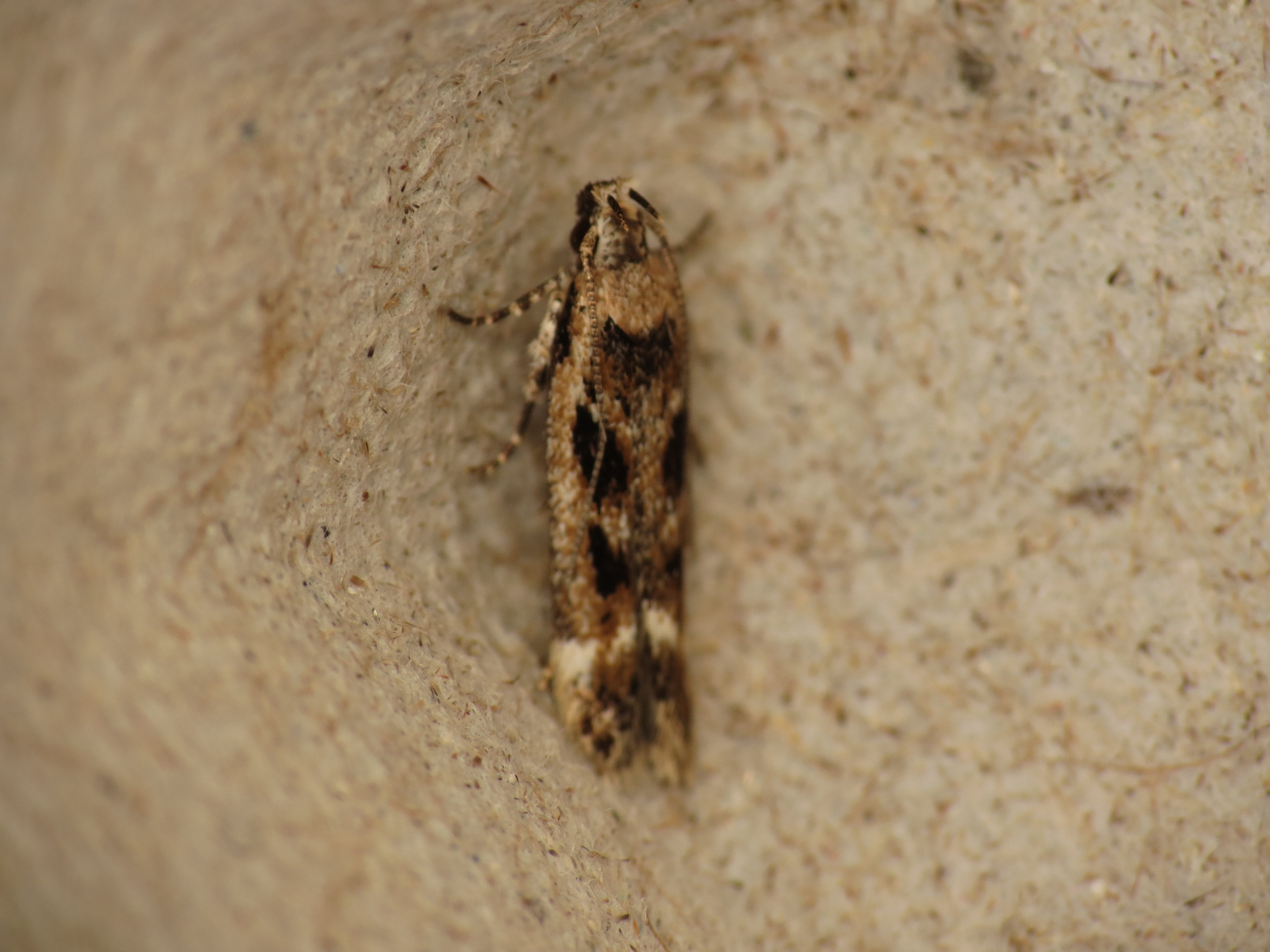
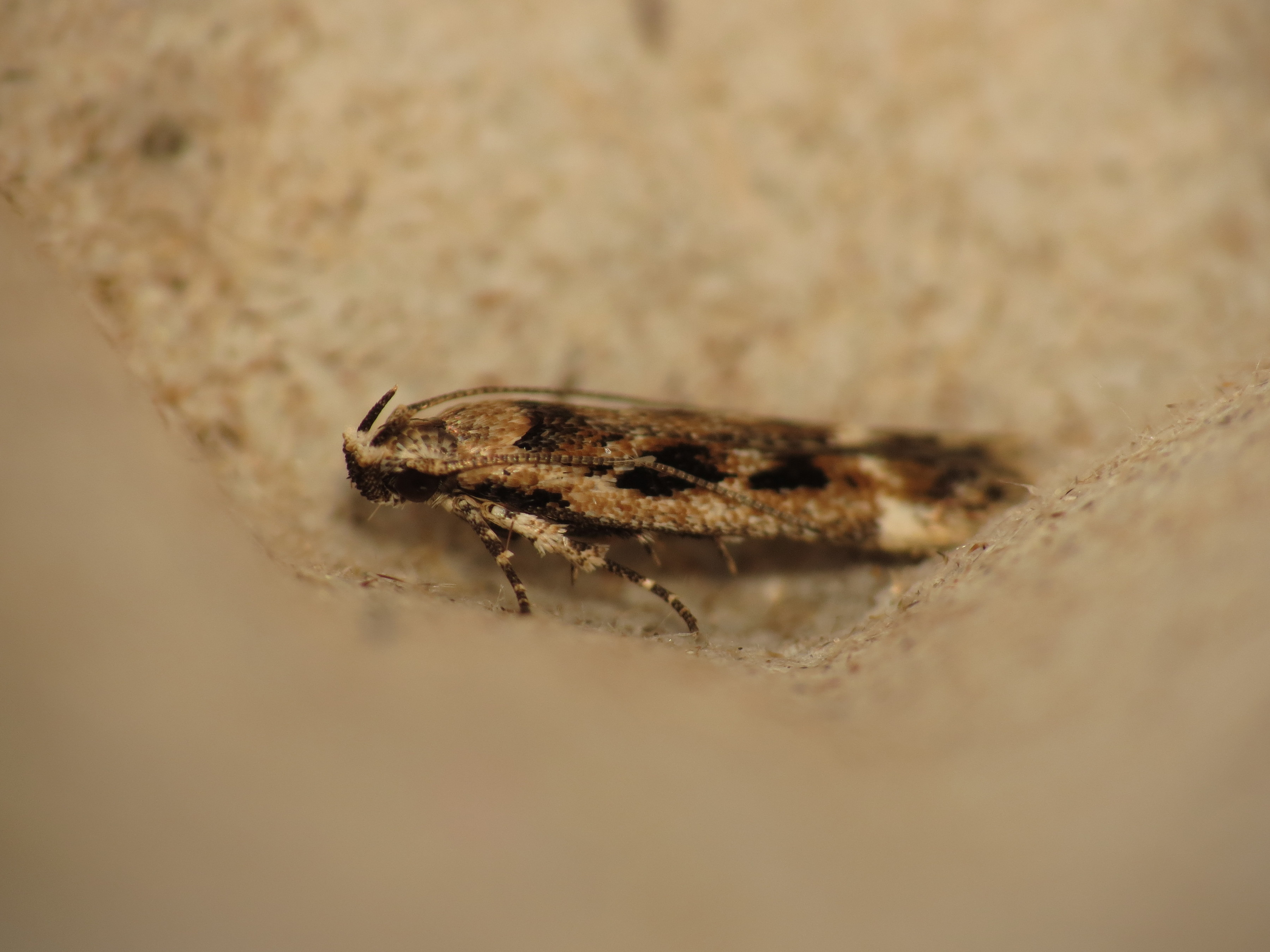
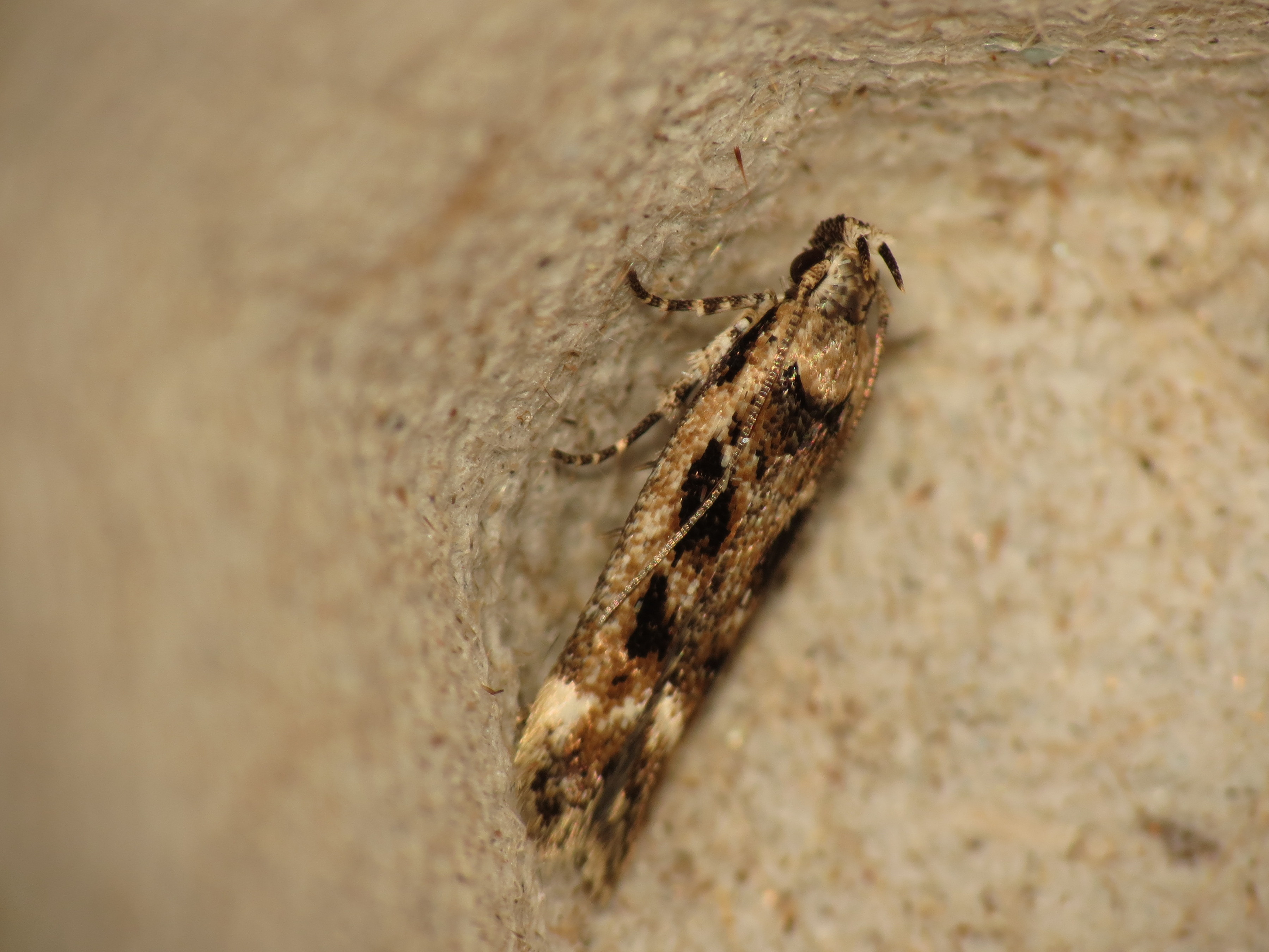
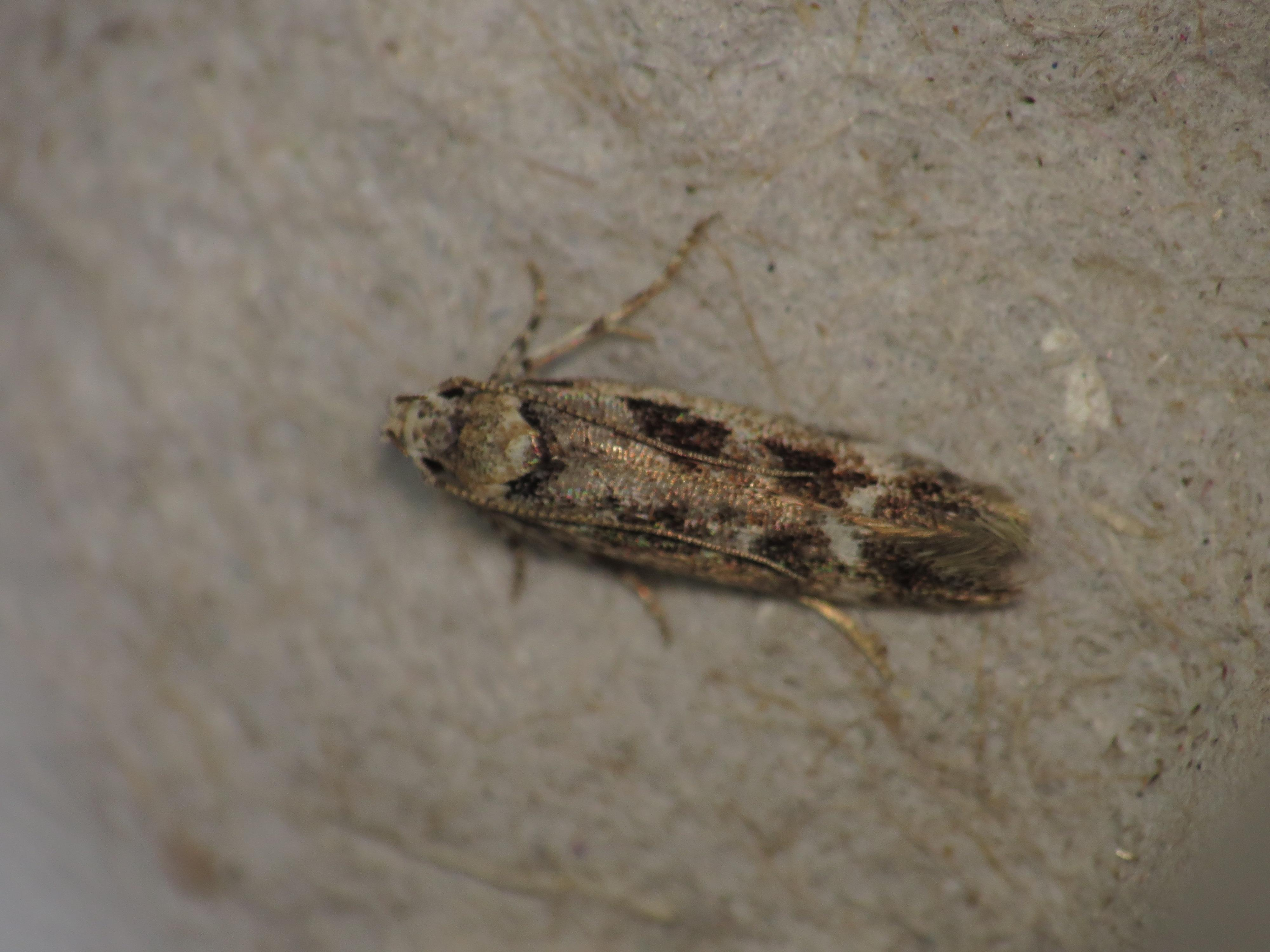